# Macandrewella cochinensis
Macandrewella cochinensis is een eenoogkreeftjessoort uit de familie van de Scolecitrichidae. De wetenschappelijke naam van de soort is voor het eerst geldig gepubliceerd in 1973 door Gopalakrishnan.